# Александър Дряновски
Александър Кирилов Дряновски е български ентомолог, ботаник и палеонтолог.

## Биография
Роден е на 10 юли 1879 г. в Русе. Гимназиално образование получава в родния си град, където учител е Васил Ковачев. По това време събира богата колекция от насекоми и растения. През 1899 г. се записва студент по естествени науки във Висшето училище в София. Негови преподаватели са проф. Георги Шишков и проф. Степан Юринич. Запознава се с проф. Порфирий Бахметиев Осъществява редовна кореспонденция и обмяна на научни материали с директора на Природонаучния музей във Виена проф. Ханс Ребел. Благодарение на това много видове пеперуди се съхраняват в Природонаучния музей. Завършва висшето си образование през 1903 г. и постъпва на работа като учител във Втора мъжка гимназия в София. През 1904 г. завършва Школата за запасни офицери с чин запасен подпоручик. През 1907 г. е изпратен на специализация по музейно дело в чужбина. От 1 януари 1912 г. е началник на Ентомологичната станция с пчеларство към Земеделската опитна станция към Министерство на земеделието в София. След спечелен конкурс е изпратен на двугодишна специализация по приложна земеделска ентомология и по болести на пчелите и пилото им в Берлин и Ерланген, Германия.
След завръщането си в България, през 1914 г., постъпва в армията за Първата световна война. В този период посещава планините Галичица, Петрина, Бигла, Пелистер и др., откъдето събира богати и интересни колекции, предимно пеперуди. След края на войната, в продължение на 10 години работи в областта на приложната ентомология и борбата с вредни насекоми за българското земеделие и овощарство.
На 1 май 1922 г. става уредник-управител на училищния музей във Втора мъжка гимназия в София. В периода 1929 – 1936 г. редовно посещава планината Славянка, откъдето събира насекоми и растения.
По случай 80-годишният му юбилей е удостоен с орден „Кирил и Методий“ I степен.
Умира на 24 април 1967 г. в София.

## Научна дейност
Събира и изследва пеперудената фауна във Витоша, Рила, Централна Стара планина, Пирин, Родопите и др. Установява вертикалната зоналност в разпределението на пеперудената фауна в българските планини. Прави откритие, че единствено в планината Славянка женските индивиди на пеперудата Granulus biformelus могат да летят, докато в останалите планини в България те само пълзят по тревата, както женските светулки.
Съобщава за намирането за първи път в България на насекомите вредители по тютюна – Macrolophus costalis, по розите – Agrilus viridis, по ечемика – Lasiosina cinctipes.
През 1923 г. описва за първи път в България заболяването „гнилец“ по пчелите.
На негово име са наименувани няколко вида пеперуди – Hadena drenowskii drenowskii, Parnasius mnemosine drenowskyi, Erebia ottomani drenowskyi и др.
Събраните от Славянка растения изпраща на ботаниците Деген и Рехингер във Виена, които по тях описват много нови за науката видове. От тях 12 наименуват в чест на Александър Дряновски – Fritilaria drenowskyi, Erisimia drenovskii и др. Разграничава по Славянка три височинни пояса (зони) – планински, подалпийски и алпийски.
През 1929 г. подарява личния си хербарий на Ботаническия отдел към Царския естественоисторически музей. Той съдържа 1000 вида в 5000 – 6000 хербарийни листа, които събира в продължение на 30 години. През 1930 година подарява още една по-малка хербарийна сбирка от високопланински растения.
Извършва палеонтологични разкопки в югоизточната част на Пирин, в Славянка и Китка планина. Открива череп и челюсти на опашата маймуна, костни останки от жирафи, носорози, антилопи, газели.

## Научни трудове
Александър Дряновски е автор на над 90 научни, научноприложни и научнопопулярни трудове. Някои от тях са:
- „Допълнение към материалите по изучаване на пеперудите в София и околностите“ (1904);
- „Витоша и нейната пеперудена фауна“ (1906);
- „Един нов пеперуден вариетет за България“ (1906);
- „Жълто-сивата ливадна пеперуда и борбата с нея“ (1921);
- „Червения рапичен бръмбар и борбата с него“ (1922);
- „Първа находка от остатъци от маймуни в Българска Македония“ (1932);
- „Богати палеонтоложки находки в Българска Македония“ (1932);
- „Върху богатата и особена флора на Алиботуш“ (1933);
- „Върху лепидоптерните пояси на Алиботуш“ (1933);
- „Втори принос към флората на Алиботуш“ (1933);
- „Трети принос към флората на Алиботуш“ (1934);
- „Флората на македонската планина Алиботуш. IV. Растителни формации и пояси“ (1934);
- „Шести принос към флората на Алиботуш“ (1936).[1][2]